# طرح جامع کاهش آلودگی هوای اراک

نیروگاه حرارتی شازند اراک یکی از عمده منابع آلودگی شهر اراک

طرح جامع کاهش آلودگی هوای اراک، یکی از طرح‌های ملی است که در راستای کاهش آلودگی هوای کلان‌شهر اراک در سال ۱۳۸۶ در جلسه هیات وزیران به تصویب رسید.

## ضرورت طرح
هوای اراک در زمره آلوده‌ترین کلان‌شهرهای ایران قرار دارد. عواملی همچون رشد جمعیت و به پیرو آن افزایش خودرو و همچنین افزایش روند صنعتی‌شدن و ساخت کارخانه‌های گوناگون باعث شده‌است این شهر جزو یکی از هشت کلان‌شهر آلوده کشور به حساب بیاید. ورود حجم زیادی از آلودگی‌ها به این شهر نشان می‌دهد که درصد بالایی از آلودگی در شهری با وسعت کم متمرکز شده‌است و این حجم از آلودگی هم برای انسان و هم برای محیط زیست بسیار خطرناک است.
به منظور کاهش آلودگی هوای شهر، دولت در سال ۱۳۸۶ مصوبه‌ای با نام طرح جامع کاهش آلودگی هوای اراک را تصویب کرد.

## میزان پیشرفت
بنا بر اعلام سازمان محیط زیست کشور طرح جامع کاهش آلودگی هوای اراک ۴۰ درصد پیشرفت داشته‌است. این در حالی است که فقط ۱۰ درصد از میزان اعتبارات تعهد شده طرح جامع کاهش آلودگی هوای اراک تخصیص یافته‌است.
هر چند که برخی از منابع دولتی از روند اجرای این طرح در شهر اراک را مناسب جلوه می‌دهند، امّا تعلل برخی از سازمان‌ها در اجرای بندهای این طرح از جمله کمبود فضای سبز شهری، توجه نکردن مسئولین برخی از صنایع آلوده کننده هوا نسبت به رفع منابع آلودگی و کمبود اعتبار مورد نیاز اجرای طرح، موجب کندی روند اجرای طرح شده‌است.

## راهکارهای اساسی
با توجه به اینکه سهم منابع آلاینده هوای شهر به ترتیب برای منابع متحرک، ۴۸% و منابع ثابت، ۵۲% است، این طرح دارای ۵ راهکار اساسی است به شرح زیر می‌باشند:
- بهبود عبور و مرور شهری
- بهبود ناوگان حمل و نقل درون شهری
- ساماندهی صنایع
- ایجاد فضای سبز
- آموزش و مشارکت مردمی

## مفاد طرح
مفاد طرح در ۱۹ ماده واحده تدوین شده و دستگاه‌های اجرایی شامل استانداری مرکزی، شهرداری اراک، وزارت راه و شهرسازی،وزارت صنعت، معدن و تجارت،وزارت نفت،وزارت نیرو، سازمان حفاظت از محیط زیست کشور، اداره کل فرهنگ و ارشاد اسلامی استان مرکزی، اداره کل هواشناسی استان مرکزی، اداره کل حفاظت از محیط زیست استان مرکزی، سازمان جهاد کشاورزی استان مرکزی، سازمان مسکن و شهرسازی استان مرکزی و کارخانه‌ها و کارگاه‌ها ملزم به اجرای مواد آن هستند.
- ماده ۱ - مکلف کردن استانداری به تهیه طرح جامع حمل و نقل عمومی شهر اراک
- ماده ۲ - مکلف کردن شهرداری اراک به راه‌اندازی مراکز معاینه فنی خودرو
- ماده ۳ - مکلف کردن وزارت نفت به راه اندازی ۲۰ جایگاه عرضه سوخت گاز (CNG) در شهرستان اراک
- ماده ۴ - مکلف کردن وزارت راه و شهرسازی و شهرداری اراک به تکمیل کنارگذر و اصلاح، توسعه و ترمیم کمربندی شمال اراک
- ماده ۵ - احداث صنایع جدید محدود به صنایع کدهای الف و ب ضوابط استقرار صنایع و صنایع پاک و پیشرفته (الکترونیک، الکترومکانیک، سیستم‌های اتوماسیون، صنایع هوا و فضا و سیستم‌های لیزر) می‌باشد
- ماده ۶ - مکلف کردن وزارت صنعت، معدن و تجارت به جایگزینی خطوط احیای کارخانه ایرالکو
- ماده ۷ - مکلف کردن وزارت صنعت، معدن و تجارت به مشخص کردن مکان جدید واحد آندسازی کارخانه ایرالکو با تأیید سازمان حفاظت محیط زیست
- ماده ۸ - مکلف کردن کلیه کارخانجات، کارگاه‌ها، شهرکهای صنعتی و کوره‌های آجرپزی صنعتی نسبت به گازسوز نمودن فرایندهای احتراقی واحد خود با همکاری شرکت گاز ایران
- ماده ۹ - مکلف کردن وزارت نفت و وزارت نیرو به تأمین گاز مورد نیاز نیروگاه حرارتی شازند اراک
- ماده ۱۰ - ممنوع بودن توسعه و افزایش ظرفیت صنایع موجود در محدوده شهر اراک به استثنای صنایع موضوع ماده (۵)
- ماده ۱۱ - مکلف کردن کلیه صنایع و واحدهای تولیدی موجود در داخل محدوده و حریم شهر اراک به تبدیل ۲۰% از فضای واحد به فضای سبز
- ماده ۱۲ - مکلف کردن کلیه صنایع و واحدهای تولیدی موجود در داخل محدوده و حریم شهر اراک به اعلام وضعیت زیست محیطی خود
- ماده ۱۳ - مکلف کردن سازمان جهاد کشاورزی و سازمان مسکن و شهرسازی استان مرکزی به تبدیل ۲۰۰ هکتار از اراضی ملی به پارک جنگلی و کمربندی فضای سبز و در اختیار قرار دادن آن به اداره کل منابع طبیعی استان
- ماده ۱۴ - مکلف کردن وزارت نیرو به تأمین آب مورد نیاز فضای سبز شهری
- ماده ۱۵ - مکلف کردن اداره کل حفاظت از محیط زیست استان مرکزی به ایجاد شبکه پایش بر خط (On-line) آلودگی هوای شهر اراک
- ماده ۱۶ - مکلف کردن سازمان حفاظت از محیط زیست کشور به تکمیل و تجهیز آزمایشگاه‌های تخصصی سنجش آلودگی هوای شهر اراک
- ماده ۱۷ - مکلف کردن اداره کل فرهنگ و ارشاد اسلامی استان مرکزی به تهیه و پخش برنامه‌های تنویر افکار عمومی و اشاعه فرهنگ زیست محیطی با همکاری اداره کل حفاظت از محیط زیست استان مرکزی و صدا و سیمای مرکز استان مرکزی
- ماده ۱۸ - تأمین اعتبار ماده‌های ۱۳ تا ۱۸ توسط دستگاههای اجرایی ملی ذی‌ربط و شورای برنامه‌ریزی و توسعه استان
- ماده ۱۹ - مکلف کردن اداره کل حفاظت از محیط زیست استان مرکزی و اداره هواشناسی به قرار دادن پارامترهای آلودگی هوا به دانشگاه علوم پزشکی اراک برای بررسی وضعیت‌های مخاطره‌آمیز کیفیت هوای اراک

## پیوست‌های طرح
- ‌‌‌مطالعه امکان‌سنجی شبکه ترابری ریلی شهر اراک و حومه
- ‌‌‌اصلاح وضعیت ترافیکی ورودی‌های شهر از طریق احداث ۴ گذرگاه غیرهمسطح
- ‌‌‌احداث تقاطع‌های غیرهمسطح در درون شهر در نقاط گره ترافیکی
- ‌‌‌ افزایش یکصد دستگاه اتوبوس گازسوز به ناوگان حمل و نقل شهری
- ‌‌‌افزایش یک هزار دستگاه تاکسی گازسوز در شهر اراک
- ‌‌‌گازسوز نمودن ناوگان فعلی حمل و نقل عمومی شهر
- ‌‌‌اولویت خروج خودروهای فرسوده از چرخه ترافیک شهر اراک به ویژه اتوبوس، مینی‌بوس و تاکسی
- ‌‌‌احداث ۴ پارک سوار درون‌شهری
- ‌‌‌ایجاد سه پایانه مسافربری در اراک
- ‌‌‌هوشمندسازی ترابری و ترافیک
- ‌‌‌احداث ۶ پارکینگ طبقاتی در سطح شهر
- ‌‌‌کمک به احداث ۷ مرکز معاینه فنی خودروهای سبک و سنگین
- ‌‌‌احداث و راه‌اندازی ۲۰ جایگاه درون شهری CNG در شهرستان اراک
- ‌‌‌گازرسانی به شهرک تولید آجر (ایبک آباد)
- ‌‌‌انتقال و تغییر تکنولوژی کوره‌های آجرپزی دستی و سنتی به محل جدید
- ‌‌‌کمک به ایجاد دو محل مناسب در خارج از محدوده شهر اراک برای انتقال کارگاه‌ها و صنوف آلاینده و مزاحم شهر اراک

### تقاطع‌های مهم
از جمله طرح‌هایی که برای کاهش آلودگی هوای شهر اراک و روان شدن ترافیک شهری اجرا شده‌است، احداث تقاطع‌های غیر همسطح بوده‌است. بر این مبنا تا کنون چهار تقاطع غیرهمسطح در شهر احداث گردیده‌است:
- تقاطع غیر همسطح جهاد
- تقاطع غیر همسطح انقلاب
- تقاطع غیر همسطح محیط زیست
- تقاطع غیر همسطح بسیج

همچنین ایجاد سه تقاطع غیرهمسطح جدید در بلوار مهارت - بلوار کشاورز، تقاطع شهرک بعثت با کمربندی شمال، خیابان میرزای شیرازی - خیابان امام آغاز گردیده‌است. علاوه بر این ساخت تقاطع‌های غیر همسطح در انتهای خیابان علم الهدی، میدان ولیعصر، میدان سرداران (دروازه تهران)، میدان فراهان، انتهای خیابان امام و تقاطع جاده فرودگاه با کمربندی شرق  در دستور کار شهرداری اراک قرار دارد.